# Aéroport international de Sikasso Dignagan
L'aéroport international de Sikasso Dignagan, code IATA : KSS • code OACI : GASK, est un aéroport situé à Sikasso dans la région de Sikasso au Mali.

## Situation
| \| 40 km1:9 529 000 \| Bamako Gao Kayes Kidal Mopti Sikasso Tessalit Tombouctou |
| 40 km1:9 529 000                                                                |

## Description
L’aéroport de Sikasso Dignagan comprend :
- une piste bitumée (QFU 07 et 25) de dimension 1600 m × 30 m ;
- une aire de stationnement de 100m × 70m avec une bretelle d’accès ;
- une aérogare ;
- un bloc technique avec vigie ;
- une centrale électrique qui constitue actuellement l’unique source d’énergie de l’aéroport ;
- une station météo ;
- une station CVOR/DME Nav obsolète et H/S. Cet équipement est installé à 1050 m du QFU 07 et dans l’axe de piste et environ à 2,3 km du Bloc Technique. Il est situé dans la clôture de l’aéroport. Le Shelter et contrepoids actuel ne sont plus réutilisables. Le site dispose d’un transformateur abaisseur 400V/220V pour alimenter les équipements. La clôture actuelle du VOR est H/S. Les paires de câbles utilisés pour la télécommande/Télésignalisation ne sont plus utilisables.